# Kostiantyn Tesłenko
Kostiantyn Makarowycz Tesłenko, ukr. Костянти́н Мака́рович Тесле́нко (ur. 22 maja 1917 (2018) w Maczuchach na Połtawszczyźnie, zm. 20 czerwca 1988 w Doniecku) – ukraiński pisarz, nauczyciel. Bratanek Archypa Tesłenki, mąż pisarki Marii Lisovskiej (1922–1981), ojciec pisarza Ołeksandra Tesłenki (1949-1990). 

## Życiorys
Kostiantyn Tesłenko urodził się w miasteczku Maczuchy (dziś rejonu połtawskiego) w rodzinie nauczyciela muzyki najmłodszym z czterech dzieci. W 1920 stracił ojca. Ukończył technikum poligraficzne w Charkowie (1938) i filologię ukraińską na Uniwersytecie charkowskim (1946). Jeszcze w latach studenckich ożenił się z przyszłą pisarką Marią Lisowską, studentką tegoż uniwersytetu. Po studiach małżonkowie przybyli do Doniecka, gdzie wykładali język i literaturę ukraińską w szkole średniej Nr 75 (następnie Nr 265). W roku 1948 urodził się im syn Ołeksandr.
Jako wspaniały pedagog i wykładowca Kostiantyn Tesłenko był lubiany przez uczniów. O tym świadczy taki wypadek. W pierwszej połowie lat 50. traumowanego w wypadku drogowym Tesłenkę odwiedzili uczniowie klasy, kierownikiem której on był. Przewodniczył im wtedy kolega w klasie Wasyl Stus. Tesłenko był patriotą, chodził w haftowanej koszuli ludowej i w środowisku przeważnie rosyjskojęzycznym rozmawiał tylko po ukraińsku. Do końca życia pozostał bezpartyjnym, chociaż ciągle mu proponowali wstąpić w partię komunistyczną ze względu na karierę.
Już jako sekretarz wykonawczy almanachu literackiego «Donbas» on razem z redaktorem Hryhorijem Krywdą w 1972 roku puścił do druku powieść młodego pisarza Wiktora Sawczenki «Jeszcze wrócę» i kilka innych, również dysydenckich utworów Mychajła Czchana i Wołodymyra Sirenki, ukraińskich patriotów prześladowanych KGB. Za to obaj redaktorzy zostali zwolnieni. A przedtem obejmując tę posadę i będąc członkiem Narodowego Związku Pisarzy Ukrainy, Tesłenko pomagał młodym talentom wejść w literaturę (Wasyl Zacharczenko, Wiktor Sawczenko, Wołodymyr Miszczenko, Stanisław Żukowski i inni).  
Po śmierci żony od 1982 roku jego towarzyszką życia została Ludmyła Bołonowa. Wniosek o zawarcie małżeństwa został złożony w urzędzie stanu cywilnego w 1988 roku.
W ostatnich latach życia Tesłenko chorował i 20 czerwca 1988 roku zmarł na udar mózgu. Został pochowany na Muszkietowskim cmentarzu w Doniecku.

## Twórczość
Pierwszych prób pióra Kostiantyn Tesłenko dokonał w 1956. Odtąd pisał wspólnie z żoną aż do jej śmierci. W 1959 zobaczył świat ich debiutowy utwór «Dopóki żyję, będę kochać». Następnie w ciągu trzydziestu lat twórczego życia Tesłenko opublikował około stu nowel i opowiadań, a w ostatnich latach — dwie powieści «Zimowy grzmot» i «Kruchy lód». W pierwszą z nich autor zdołał przelać ból po stracie żony.
Kostiantyn Tesłenko zostawił po sobie pamiętniki, które potem zostały częściowo opublikowane (Donbas. - 1992. - Nr 9-10. - S. 160-175). Są to refleksje na temat wydarzeń w kraju i na świecie, stanu rzeczy w Związku Pisarzy, dokładne i bezkompromisowe charakterystyki przyjaciół i wrogów, stanowiące wartość nie tylko artystyczną, ale także dokumentalną.
W 2018 roku Ludmyła Bołonowa i Wołodymyr Biłecki przekazały trzy pamiętniki pisarza (1963–1978) do archiwów Instytutu Literatury im. Tarasa Szewczenki Narodowej Akademii Nauk Ukrainy.

## Utwory
- 1959 «Скільки житиму – любитиму» — Dopóki żyję, będę kochać
- 1960 «На морі слідів не лишається» — Na morzu nie zostają ślady
- 1961 «Крізь громовицю» — Przez nawałnicę
- 1962 «Знайдені крила» — Znalezione skrzydła
- 1966 «Різноцвіття» — Rozmaitość kwiatów
- 1972 «Відлуння серця» — Odgłos serca
- 1978 «Незгасимі зоряниці» — Niegasnące jutrzenki
- 1982 «Богучари» — Bohuczary
- 1985 «Неугасимые зарницы» (ros.) — Niegasnące jutrzenki
- 1985 «Зимовий грім» — Zimowy grzmot
- 1989 «Крихкий лід» — Kruchy lód

## Źródła
- Летописцы шахтерского края: Сборник. Донецк: «Донбасс», 1968. 432 с.
- Ластовенко Б. Обретённые крылья // Комсомолец Донбасса. 1977. 22 мая. - [К. Тесленко - 60].
- Лазоренко А. Робота душі// Радянська Донеччина. 1987. 27 мая. - [К. Тесленко - 70].
- Васильев С. Учит добру // Вечерний Донецк. 1985. 17 декабря. – [о кн. К. Тесленко «Зимовий грім»].
- Болонова Л. Кость Тесленко у спогадах. Донецький вісник Наукового товариства ім. Шевченка. т. 27. Донецьк: український культурологічний центр; Східний видавничий дім, 2009. 348 с.
- Грані історії: збірник наукових праць. Спеціальний випуск – матеріали ІІ Всеукраїнської науково-практичної конференції «Бахмутська старовина: краєзнавчі дослідження – 2018». Слов'янськ, 2018. Вип. 1(9).

335 с.
- Кость Тесленко. Підслухані думки. Уривки з щоденника. Донбас. 1992. No 9-10
- Савон О. Письменниця з Лисок (М. Лісовська) // Скарбниця. 1993. No 1
- Письменники Донеччини: довідник / [упорядник О. І. Білий, С. В. Жуковський]. - Донецьк: Національна спілка письменників України, 2005.
- Журнал «Донбас» – 428 с.: портр. Донеччино моя! : антологія творів майстрів художнього слова Донбасу / [уклад. С. В. Жуковський, В. С. Логачов]. – Донецьк: ЦСО, 2007. – 464 с.
- Володимир Чикалін. «Учитель поета»